# Suncoast Estates
Suncoast Estates – jednostka osadnicza w Stanach Zjednoczonych, w stanie Floryda, w hrabstwie Lee.